# Mount King, Östantarktis
Mount King är ett berg i Antarktis. Det ligger i Östantarktis. Australien gör anspråk på området. Toppen på Mount King är 1 425 meter över havet.
Terrängen runt Mount King är platt västerut, men österut är den kuperad. Trakten är obefolkad. Det finns inga samhällen i närheten. 